# Joe Becker
Joseph Harry "Joe" Becker (St. Louis, 14 de setembro de 1931 — Naples, 11 de junho de 2014) foi um ciclista olímpico norte-americano.
Becker representou sua nação em dois eventos nos Jogos Olímpicos de Verão de 1956, em Melbourne.